# NGC 240
NGC 240 é uma galáxia espiral (S0-a) localizada na direcção da constelação de Pisces. Possui uma declinação de +06° 06' 46" e uma ascensão recta de 0 horas, 45 minutos e 01,9 segundos.
A galáxia NGC 240 foi descoberta em 22 de Outubro de 1886 por Lewis A. Swift.